# Корејско царство
Корејско царство (кореј. 대한제국) било је монархија на Корејском полуострву. Проглашено је у октобру 1897. и трајало је до августа 1910. када га је окупирало Јапанско царство. Данас се на простору Корејског царства налазе Северна Кореја и Јужна Кореја.

## Дипломатски односи
- Јапан: 1876—1910.
- Сједињене Државе: 1882—1905.
- Немачка: 1883—1905.
- Уједињено Краљевство: 1883—1905.
- Русија: 1884—1905.
- Италија: 1884—1905.
- Француска: 1886—1905.
- Аустроугарска: 1892—1905.
- Кина: 1899—1905.
- Белгија: 1901—1905.
- Данска: 1902—1905.